# رسالة شيوخ عسقلان القرائيين

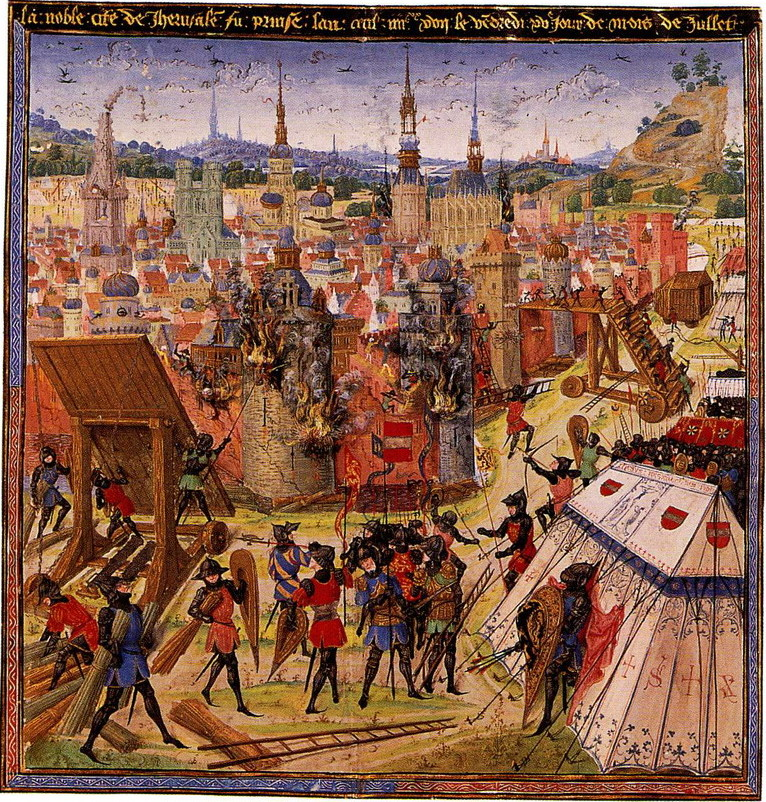
حصار القدس عام 1099.

رسالة شيوخ عسقلان القرائيين (حوالي 1100) كانت رسالة كتبها ستة شيوخ من المجتمع اليهودي القرائي في عسقلان وأرسلوها إلى إخوانهم في الدين في الإسكندرية بعد تسعة أشهر من سقوط القدس أثناء الحملة الصليبية الأولى . تصف محتويات الرسالة كيف قام شيوخ عسقلان بتجميع الأموال لدفع الفدية المبدئية للأسرى اليهود الذين احتجزهم الصليبيون في القدس و كذلك الآثار المقدسة ، ومصير بعض هؤلاء الأسرى بعد إطلاق سراحهم (بما في ذلك نقلهم إلى الإسكندرية، وتقلص عددهم بسبب الطاعون ، أو الموت في البحر)، والحاجة إلى أموال إضافية لإنقاذ المزيد من الأسرى.  تمت كتابته باللغة اليهودية العربية والعربية باستخدام الأبجدية العبرية . 
تم اكتشاف هذه الرسائل وغيرها من الرسائل المتعلقة بالغزو الصليبي للقدس من قبل المؤرخ الشهير إس دي جويتين في عام 1952 بين أوراق جنيزة القاهرة . نشر جويتين النتائج التي توصل إليها لأول مرة في مجلة صهيون العبرية، ثم قدم ترجمة إنجليزية جزئية للرسالة في مجلة الدراسات اليهودية في نفس العام. ومنذ ذلك الحين، تمت إعادة ترجمته في عدة كتب أخرى تتعلق بالحروب الصليبية . ظهرت الترجمة الإنجليزية النهائية والأكثر اكتمالًا لـ (جويتين) في كتابه الأخير الذي نُشر بعد وفاته في عام 1988 